# Unique Heritage Entertainment
Unique Heritage Entertainment est une société de presse française créée le 1er janvier 1991, filiale d'Unique Heritage Media. La collaboration entre Hachette et Disney remonte à 1934 avec la création du Journal de Mickey. De 1991 à 2019, la société s'appelait Disney Hachette Presse et était détenue à parité par Walt Disney Company et Hachette Filipacchi Médias, filiale de Lagardère.

La société détient 15 titres, c'est le premier éditeur en France de presse jeunesse avec en 2012 1,7 million de magazines vendus chaque année et touchant près de 6 millions de jeunes lecteurs.

## Historique
Le journaliste Paul Winkler via son agence Opera Mundi diffuse en France sous licence dès 1928 des planches de comics (bande dessinée) américains de l'agence King Features Syndicate comme Pim, Pam et Poum, Mandrake le Magicien, Félix le Chat ou encore de Mickey Mouse. Ce dernier est publié dans le quotidien Le Petit Parisien. 
Le tout premier livre Disney Les Aventures de Mickey, est publié en 1931 avec le soutien de l’éditeur Hachette.
Devant le succès rencontré par la souris, Paul Winckler décide de lui consacrer son propre journal, c'est ainsi que naît Le Journal de Mickey édité par Opera Mundi puis par Édi-Monde en collaboration avec les Éditions Hachette puis Picsou magazine en 1972 et Super Picsou en 1977, la société disparaît dans les années 1990.
Fruit d'une longue complicité entre Disney et Hachette en 1991 un an tout juste avant la création du parc Euro Disney à Paris, Hachette Filipacchi Médias et la filiale française de Walt Disney Company créent Disney Hachette Presse afin de poursuivre l'édition de titre de presse jeunesse du groupe Disney en France.
Le 28 juin 2019, le groupe français Unique Heritage Media spécialisé dans les médias pour la jeunesse annonce être entré en négociations exclusives avec Lagardère Active et avec Walt Disney Company pour racheter DHP,,. DHP change de mains le 1er octobre 2019, et devient Unique Heritage Entertainment.

### Identité visuelle (logo)

Logo de 1991 jusqu'en 2013
Logo de 2013 jusqu'en 2019

## Les parutions
En 2004, l'offre de Disney Hachette Presse est structurée en trois pôles :
- mensuels ludo-éducatifs :
  - Bambi (18 mois-4 ans) ;
  - Mickey Junior, anciennement Winnie (3-7 ans) ;
  - Winnie lecture (5-8 ans) ;
  - Disney junior : (3-7 ans)
  - Disney's Princesse (3-7 ans).
- magazines généralistes :
  - Le Journal de Mickey (8-13 ans) ;
  - Picsou Magazine (9-13 ans) ;
  - Disney Girl (8-13 ans, nouvelle formule de Witch Mag).
- magazines de bande dessinée et de jeux :
  - Mickey Parade Géant ;
  - Super Picsou géant ;
  - Winnie jeux ;
  - Mickey Jeux.

Entre 1991 et 2004, Disney Hachette Presse édita également les magazines de jeux vidéo Joypad, Joystick et PlayStation Magazine, lesquels seront ensuite rachetés par Future France.

### Tableau des parutions
Pour les titres Disney hors Disney Hachette Presse, voir Présence de Disney en France.
| Nom du magazine                  | Pays   | État de parution               | Rythme de parution      | Années                       |
| -------------------------------- | ------ | ------------------------------ | ----------------------- | ---------------------------- |
| 100% Stickers                    | France | en cours                       | bimestriel              | depuis 2011                  |
| Album du Journal de Mickey       | France | en cours                       | trimestriel             | depuis 1953                  |
| Bambi                            | France | arrêté                         | mensuel                 | 1989 à 2013                  |
| Disney Girl                      | France | en cours                       | mensuel                 | depuis 2012                  |
| Disney Junior Magazine           | France | en cours                       | mensuel                 | depuis 2011                  |
| Disney Planes                    | France | en cours                       | mensuel puis bimensuel  | depuis 2013                  |
| Disney Princesse                 | France | en cours                       | mensuel                 | depuis 2004                  |
| Disney Club Vacances             | France | arrêté                         | 5 par an                | 1991 à 1995                  |
| La Fée Clochette                 | France | en cours                       | mensuel                 | depuis 6 avril 2011          |
| Le Journal de Mickey             | France | en cours                       | hebdomadaire            | 1934-44 et depuis 1952       |
| Le Journal de Mickey Aventure    | France | arrêté                         | 7 parutions             | 1993 à 1995                  |
| Le Journal de Mickey Mystère     | France | arrêté                         | 9 parutions             | 1993 à 1996                  |
| Les trésors du Journal de Mickey | France | en cours                       | annuel                  | depuis 2005                  |
| Les trésors de Mickey            | France | unique                         | 1 parution              | 1997                         |
| Mickey Aventure                  | France | arrêté                         | bimestriel              | 1993 à 1996                  |
| Mickey et Compagnie              | Bénin  | en cours                       | mensuel                 | depuis 1996                  |
| Mickey Jeux                      | France | arrêté                         | mensuel puis bimestriel | juillet 1982 à novembre 2010 |
| Mickey Mystère                   | France | arrêté                         | bimestriel              | 1993 à 1996                  |
| Mickey Parade                    | France | renommé Mickey Parade Géant    | mensuel                 | de 1980 à 2002               |
| Mickey Parade Géant              | France | arrêté                         | mensuel                 | de 2002 à 2023               |
| Mickey Poche                     | France | arrêté                         | mensuel                 | 1974 à 1988                  |
| Minnie Mag                       | France | renommé WITCH Mag              | mensuel                 | 1994 à 2002                  |
| Le Monde de Cars                 | France | en cours                       | mensuel                 | depuis 2008                  |
| P'tit Loup                       | France | arrêté                         | mensuel                 | 1989 à 2001                  |
| Picsou Magazine                  | France | en cours                       | mensuel                 | depuis 1972                  |
| Playhouse Disney Magazine        | France | renommé Disney Junior Magazine | mensuel                 | 2008 à 2011                  |
| Les trésors de Picsou            | France | en cours                       | trimestriel             | depuis 2004                  |
| Picsoudoku                       | France | unique                         | 1 parution              | 2006                         |
| Spécial Mickey Géant             | France | arrêté                         | irrégulier              | 1979 à 1986                  |
| Super Picsou Géant               | France | en cours                       | bimestriel              | depuis 1977                  |
| WITCH mag                        | France | renommé Disney Girl            | mensuel                 | 2002 à 2012                  |
| Winnie                           | France | en cours                       | mensuel                 | depuis 1985                  |
| Winnie Jeux                      | France | arrêté                         | trimestriel             | ?                            |
| Winnie Lecture                   | France | arrêté                         | bimestriel              | depuis 2001                  |